# پلی‌من
پلی‌مِـن (انگلیسی: Playmen) یک مجله سرگرمی بزرگسالان بود که در ایتالیا منتشر می‌شد. این مجله در سال ۱۹۶۷ توسط آدلینا تاتیلو که مادر سه فرزند بود، بنیان‌گذاری شد و به عنوان نسخه ایتالیایی مجلهٔ پلی‌بوی به شهرت رسید.
این مجله به صورت ماهانه منتشر می‌شد و عکس‌هایی از زنان برهنه و مقالاتی در مورد مُـد، ورزش، کالاهای مصرفی و شخصیت‌های مشهور جامعه به نمایش می‌گذاشت. استفاده پلی‌مِـن از عکس‌های برهنه «با سلیقه» در مقایسه با مجلات پورنوگرافی هاردکور به عنوان پورنوگرافی هاردکور طبقه‌بندی می‌شود. انتشار این مجله در سال ۲۰۰۱ متوقف شد.
این مجله ظرف ۴ سال اول انتشار، ۴۵۰٬۰۰۰ نسخه فروخت و قیمت هر جلد آن تقریباً معادل ۱ دلار آمریکا بود. در شماره دسامبر ۱۹۷۲، پلی‌مِـن یک شهرت و توجه بین‌المللی یافت: عکس ژاکلین کندی که در آن هنگام همسر اوناسیس را در حالی که او در استخر ویلای آنها در جزیره اسکورپیوس برهنه بود، منتشر کرد. این عکس‌ها در ایالات متحده آمریکا منتشر نشد تا اینکه مجله هاسلر آنها را در سال ۱۹۷۵ چاپ کرد.
این مجله در آمریکا با نام آدلینا منتشر می شد.